# Philadelphus serpyllifolius
Philadelphus serpyllifolius är en hortensiaväxtart som beskrevs av Asa Gray. Philadelphus serpyllifolius ingår i släktet schersminer, och familjen hortensiaväxter. Utöver nominatformen finns också underarten P. s. intermedius.